# Nimstal-Radweg
Der Nimstal-Radweg ist ein Radwanderweg entlang des Eifelflüsschens Nims. Er verbindet Weinsheim in der Prümer Kalkmulde, dem Quellgebiet der Nims mit ihrer Mündung in die Prüm bei Irrel. Damit stellt sie im Radwegenetz von Rheinland-Pfalz eine Verbindung zwischen Eifel-Ardennen-Radweg und dem Prümtal-Radweg her. Über den Prümtal-Radweg kann das Sauertal bei Minden, an der Deutsch-Luxemburgischen Grenze nach nur wenigen Kilometern erreicht werden. Der größte Teil der Strecke ist eben bis leicht hügelig und führt teilweise über eine ehemalige Bahntrasse. Der 24 km lange Abschnitt Lasel – Bitburg, hat stärkere Anstiege und Abfahrten.

## Streckenverlauf Weinsheim – Irrel

### Charakteristik
Der Nimstal-Radweg ist in beide Richtungen mit dem Radwegelogo gekennzeichnet und wird vorwiegend über asphaltierte Radwege geführt. Vom ADFC wird das Tourenrad als am geeignetsten angegeben. Von seinem Charakteristik kann er in drei Abschnitte eingeteilt werden.
- Weinsheim – Lasel: Dieser ca. 21 km lange Abschnitt startet auf einer Höhe von 510 m ü. NHN und führt leicht hügelig mit fallender Tendenz auf 330 m ü. NHN bis kurz vor Lasel. Der Abschnitt wird fast vollständig über separate Radwege geführt, nur das Teilstück Schönecken – Dingdorf nutzt die Landstraße. Von der Schweißtalermühle hinter Dingdorf über Nimsreuland bis nach Lasel wird der Radweg über einen geschotterten Wirtschaftsweg geführt.

- Lasel – Bitburg: Dieser ca. 24 km lange Abschnitt startet auf 330 m ü. NHN, klettert dann die nächsten 6 km auf 496 m ü. NHN hinter Feuerscheid durch den „Hardtwald“, um dann bis Rittersdorf bei Bitburg auf 285 m ü. NHN stetig abwärts zu führen. Nach Bitburg muss ein kleiner Anstieg auf 320 m ü. NHN bewältigt werden. Entsprechend den Anstiegen wird dieser Abschnitt eher sportlichen Fahrern empfohlen. Die Teilstrecken Lasel – Feuerscheid und Bickendorf – Nattenheim werden über Landstraßen geführt.

- Bitburg – Irrel: Dieser letzte ca. 20 km lange Abschnitt hat kaum Steigungen oder Gefälle, da er über eine ehemalige Bahntrasse geführt wird. Er endet an der Mündung der Nims in die Prüm an der Irreler Mühle in der Gemeinde Irrel (49° 50′ 32,9″ N, 6° 28′ 18,8″ O) auf 170 m ü. NHN.

### Beschreibung

#### Weinsheim – Lasel
Die Beschilderung startet auf dem Eifel-Ardennen-Radweg in Weinsheim in der „Prümer Kalkmulde“, dem Quellgebiet der Nims. Auf dem Eifel-Ardennen-Radweg sind es ca. 3 km nach Prüm und ca. 22 km nach Gerolstein. Der Bahnhof Gerolstein liegt an der Eifelstrecke Köln – Trier bzw. Koblenz. Aus der „Prümer Kalkmulde“ führt die Route hügelig abwärts nach Rommersheim und dem Naturschutzgebiet Schönecker Schweiz. Danach folgt die Ortschaft Schönecken mit ihrer Burgruine. Von dort gibt es zwei Möglichkeiten, zur Schweißtaler Mühle zu gelangen. Entweder auf der Ortsstraße weiter nach Dingsdorf und durch das Annabachtal auf einem asphaltierten Wirtschaftsweg. Oder oberhalb des Weberhofes nach links auf einem Wirtschaftsweg direkt Richtung Schweißtal. Von der Schweißtalermühle geht es weiter nahe der Nims, leicht abwärts über Nimsreuland nach Lasel. Dieses Stück führt über einen geschotterten Wirtschaftsweg.

#### Lasel – Bitburg
In Lasel verlässt der Radweg das Nimstal und führt hinauf nach Feuerscheid in den Hardtwald. Hinter Feuerscheid wird der höchste Punkt des Anstieges erreicht, danach geht es abwärts über Schleid und Bickendorf, mit einem sehenswerten Ortskern, zurück ins Nimstal. Die Höhen des Hardtwaldes bieten schöne Panoramablicke über die Südeifel. Zwischen Feuerscheid und Schleid windet sich der Radweg mehrfach um die Autobahn A60, um sie dann vor Bickendorf zusammen mit dem Nimstal in Richtung Süden zu verlassen.

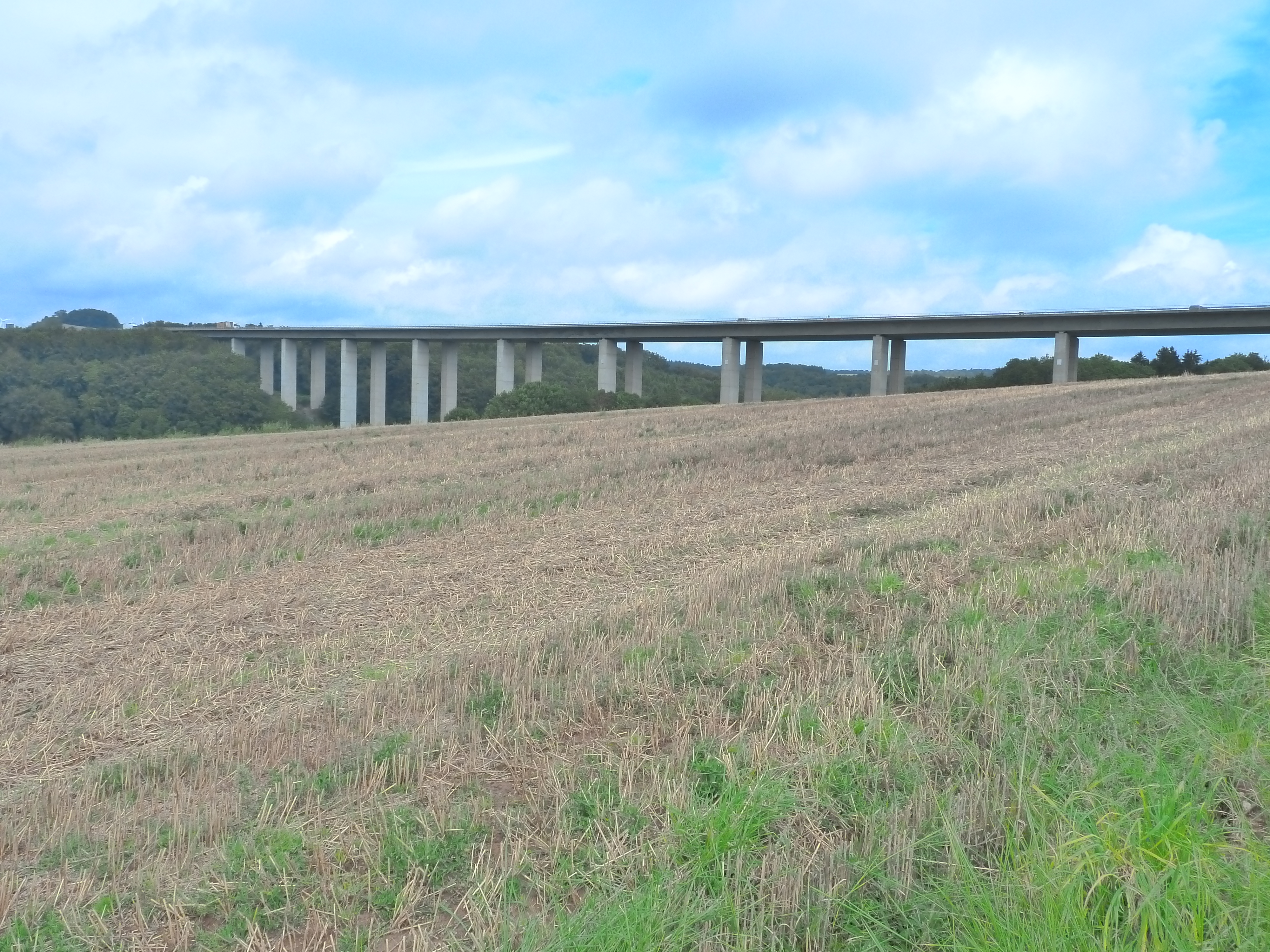
die Nimstalbrücke

Die A60 verabschiedet sich hier mit dem imposanten Brückenbauwerk von 780 m Länge über das Nimstal. Hinter Bickendorf können die Reste der Römischen Villa Otrang, circa 5 km östlich des Radweges, besichtigt werden. Der Radweg führt weiter nach Rittersdorf mit seiner sehenswerten Wasserburg. Hinter Rittersdorf führen Radwege in die Bitburger Innenstadt und über Matzen ins Kylltal nach Bitburg-Erdorf. Der Bahnhof liegt hier an der Eifelstrecke Köln – Trier bzw. Koblenz. Die Entfernung zwischen Radweg und Bahnhof beträgt ca. 7 km, während die Bitburger Innenstadt ca. 3 km vom Nimstal-Radweg entfernt ist. In der Bierstadt Bitburg gibt es neben der Brauerei weitere Sehenswürdigkeiten wie das Kulturhaus Beda und das Kreismuseum Bitburg-Prüm zu besichtigen. Der Nimstalradweg selbst führt westlich der Innenstadt durch den Stadtteil Stahl weiter Richtung Messerich.

#### Bitburg – Irrel

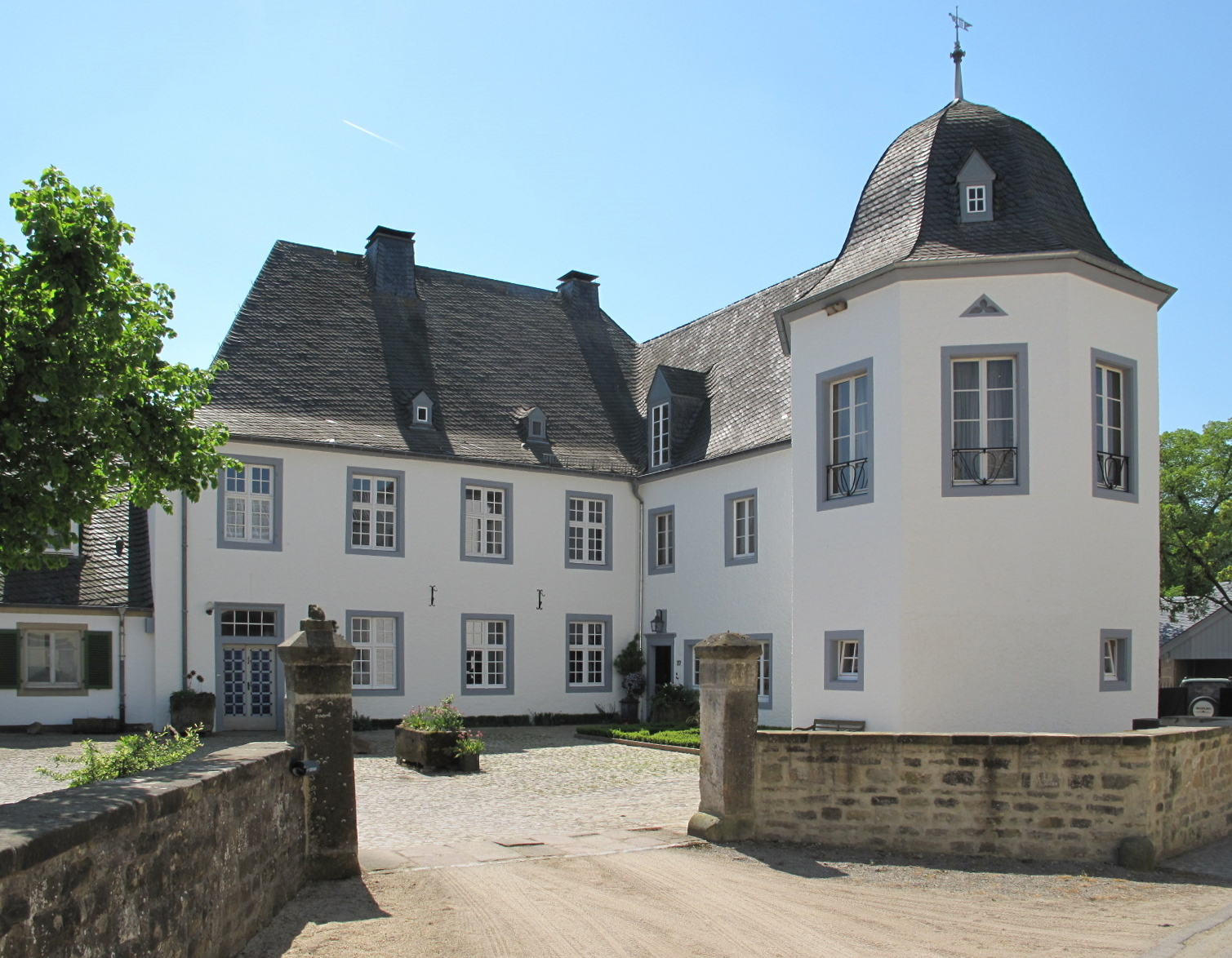
Burg Wolsfeld

Bei Bitburg ist noch einmal eine Anhöhe zu überwinden, bevor es ab Messerich auf der Bahntrasse der ehemaligen Nims-Sauertalbahn weiter durch das Nimstal geht. Der nächste Ort auf der Route ist Wolsfeld mit seinem gut erhaltener Ortskern mit Kirche, der sogenannten Burg und alten Bauernhäusern. Weiter führt der Weg auf der Bahntrasse entlang der Nims über Alsdorf nach Niederweis. Hier befinden sich der romanische Turm einer Pfarrkirche aus dem Mittelalter und das barocke Schloss Niederweis. Unterwegs nach Irrel ist ein Abstecher zu den Irreler Wasserfällen möglich. Kurz hinter dem Ort Irrel gelangt man zur Irreler Mühle, wo die Nims in die Prüm mündet. Damit ist das Ende des Radweges sowie der Prümtal-Radweg erreicht. Dieser folgt der ehemaligen Bahntrasse im Prümtal und führt nach wenigen Kilometern nach Minden und damit ins Tal der Sauer. In Irrel sind das Westwallmuseum und katholische Pfarrkirche St. Ambrosius sehenswert.

### Anschlussradwege
Der Nimstal-Radweg zweigt bei Weinsheim von der Teilstrecke Gerolstein – Prüm des Eifel-Ardennen-Radweg ab. Bei Bitburg-Erdorf besteht Anschluss zum Kyll-Radweg, der von der Quelle and Deutsch-Belgischen Grenze nach Trier an die Mosel führt. Am Ende des Nimstal-Radweges in Irrel gelangt man auf den Prümtal-Radweg der in Stadtkyll startet, zur Quelle und weiter entlang der Prüm bis Minden an dessen Mündung in die Sauer führt. Vom Endpunkt des Nimstal-Radweges bis ins Sauertal sind es nur wenige Kilometer. Dort verläuft der Sauertal-Radweg der entlang der Sauer weiter zu deren Mündung in die Mosel bei Wasserbillig führt.
siehe auch:
- Liste der Radfernwege in Deutschland
- Liste der Radwege in Rheinland-Pfalz

### Bahn- und Busanbindung
Der nächste Bahnhof am Start des Ninstal-Radweges befindet sich in Gerolstein. Dieser ist auf dem Eifel-Ardennen-Radweg ca. 22 km vom Startpunkt entfernt. Der Bahnhof Gerolstein liegt an der Eifelstrecke Köln – Trier bzw. Koblenz. Außerdem liegt er an der Strecke Kaisersesch – Daun – Gerolstein der ehemaligen Eifelquerbahn. Hier verkehren seit 2000 Schienenbusse und aufgearbeitete Personenzüge der Vulkan-Eifel-Bahn (VEB). Der Betrieb im Zwei-Stunden-Takt ist allerdings auf die Saison von Mai bis Oktober auf Wochenenden und Feiertage beschränkt. Ein weiterer Zugang zum Bahnnetz besteht in Bitburg-Erdorf. Der Bahnhof liegt ebenfalls an der Eifelstrecke Köln – Trier bzw. Koblenz. Die Entfernung zwischen Radweg und Bahnhof beträgt ca. 7 km.
Die Buslinien der „RegioRadler“ verkehren vom 1. April bis 1. November täglich und haben Platz für 22 Fahrräder. Anschluss an diese Linien hat der Nimstal-Radweg:
- In Gerolstein mit RegioLine 500 zwischen Cochem an der Mosel und Gerolstein in der Vulkaneifel.
- Über Irrel verkehrt die Buslinie RegioRadler 441 Sauertal (Trier-Bollendorf, Ausstieg Irrel).

## Landschaft und Kultur

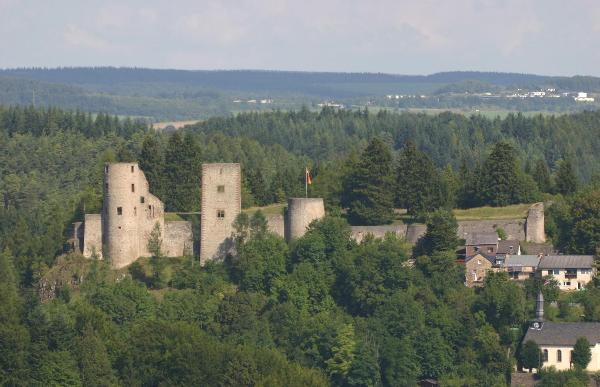
Burgruine Schönecken
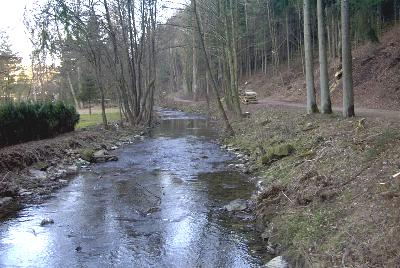
Die Nims bei Schönecken
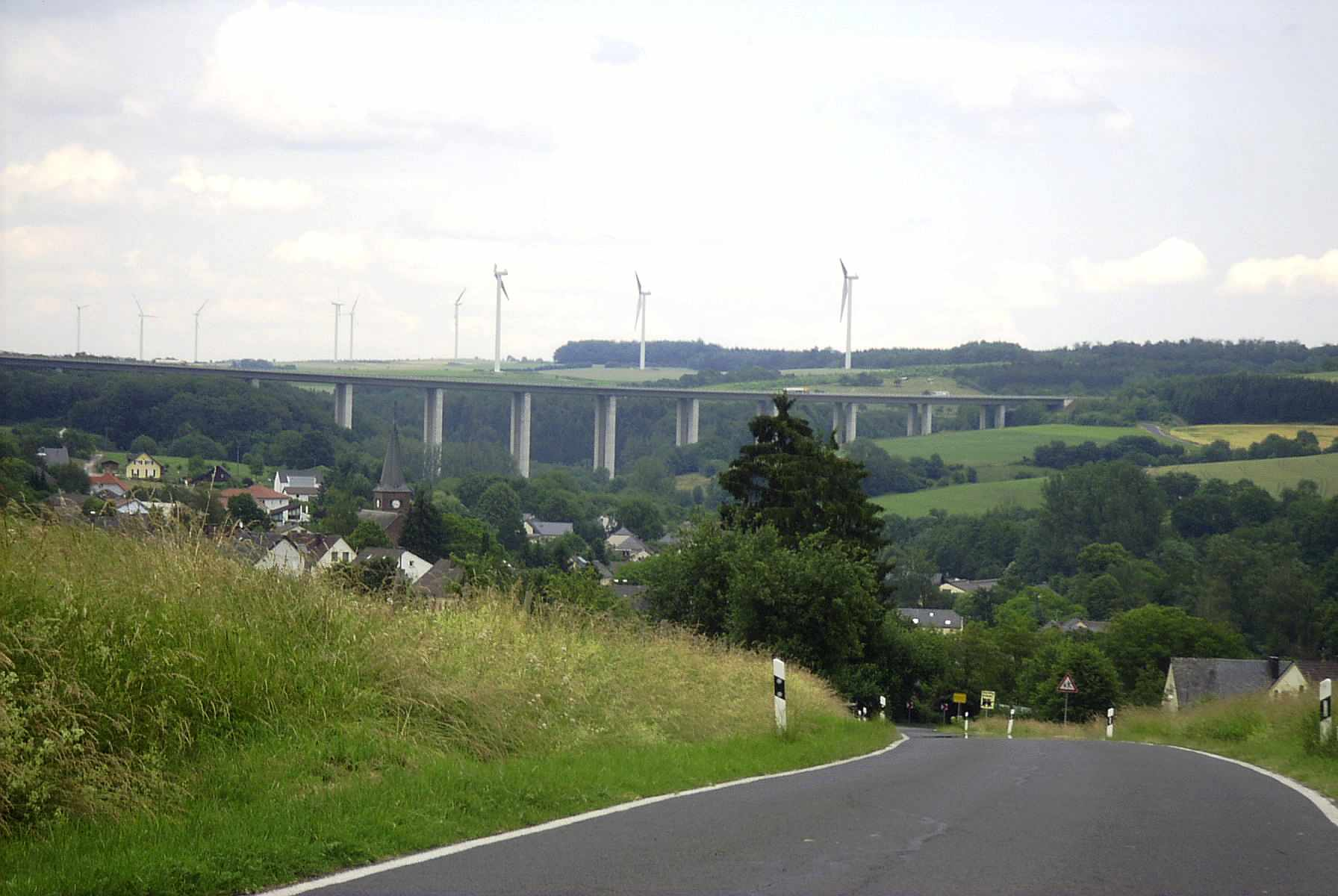
Bickendorf, Nimstalbrücke
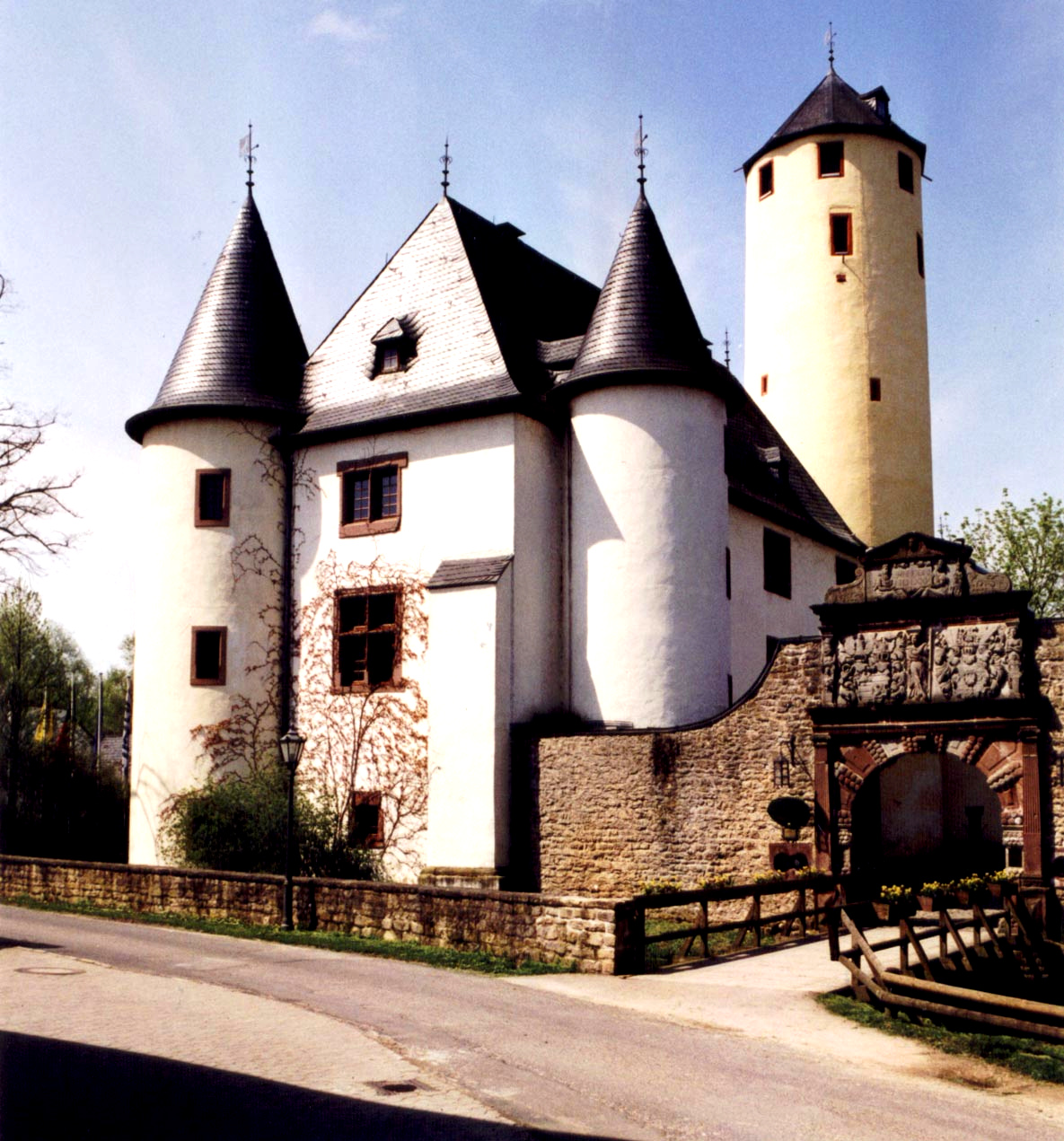
Burg Rittersdorf
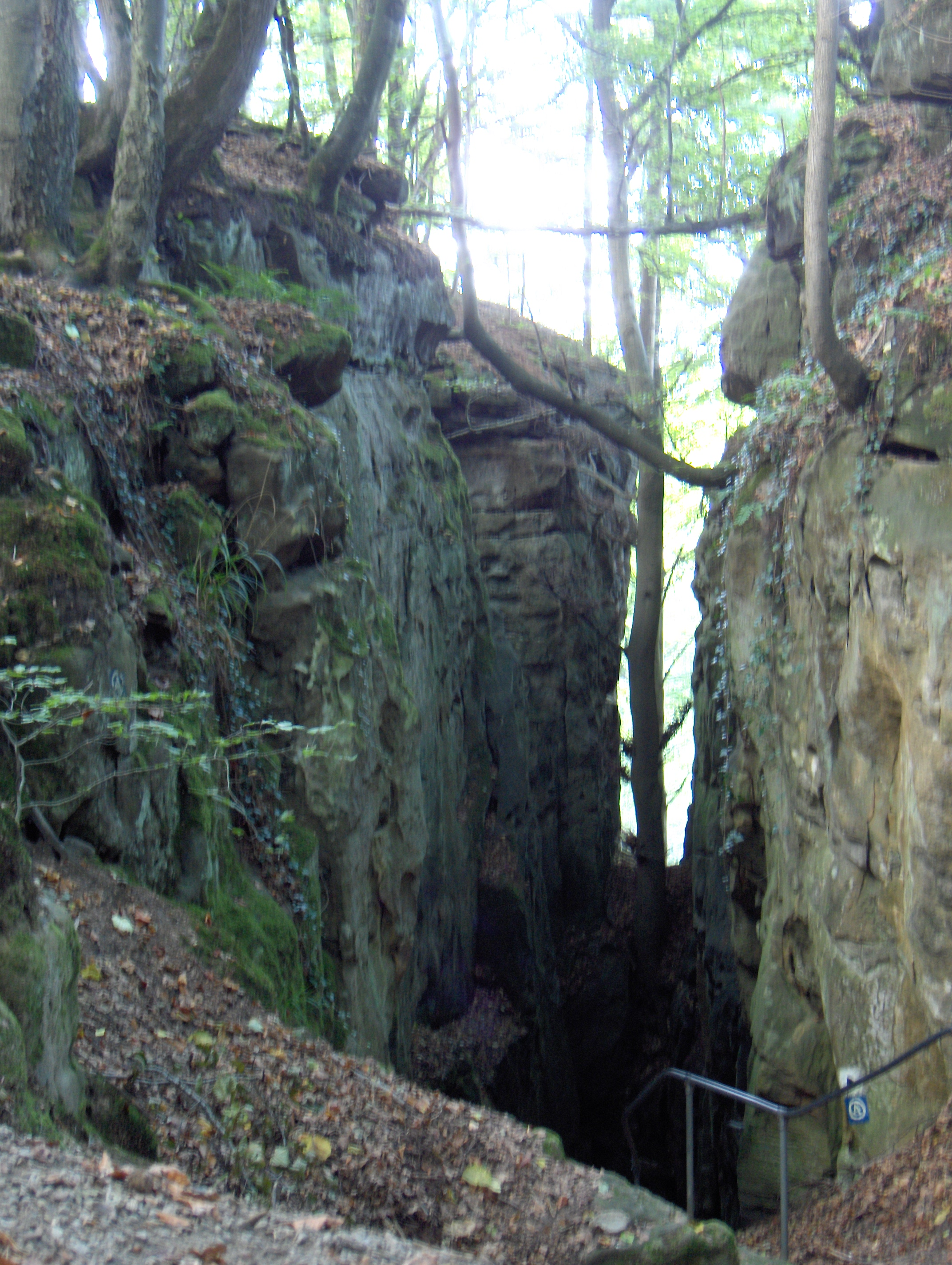
Teufelsschlucht bei Irrel

Die Route startet im Gebiet der „Prümer Kalkmulde“, dessen Untergrundgestein aus kalkhaltigen Sedimenten ehemaliger Meere besteht. In der klimatisch trockneren und wärmeren Kalkeifel gibt es bedeutende und landschaftlich reizvolle Naturschutzgebiete. Hier bei Weinsheim das Naturschutzgebiet Niesenberg. Diese als ökologisch wertvoll erachtete Lebensräume bieten außerdem einen großen Fossilienreichtum. Vor allem die mit Magerrasen überzogenen Flächen sind Lebensraum für geschützte Tier- und Pflanzenarten. In diesem Gebiet entspringen die Quellbäche der Nims, die mehrfach in aus den Kalkschichten herausgelösten Hohlräumen wieder im Untergrund verschwinden. Die Route erreicht kurz danach das Naturschutzgebiet „Schönecker Schweiz“. Hier beeindruckt die Felsformationen des Schönecker Dolomit, sowie typischen Karsterscheinungen wie Höhlen und Bachschwinden. Die kalkreichen Buchenwälder besitzen eine frühblühenden Begleitflora wie Märzenbecher, Bärlauch und Maiglöckchen und andere. In Schönecken kann die Burgruine besichtigt werden. Nach Leisel geht es dann auf die Höhen des Hardtwaldes von wo schöne Panoramablicke über die Südeifel möglich sind. Zurück im Nimstal verabschiedet sich dann bei Bickendorf die begleitende Autobahn A60 mit der imposanten, 780 m langen Nimstalbrücke. Kurz darauf ist ein Abstecher zur Römische Villa Otrang möglich. Die nächste interessante Ortschaft ist Rittersdorf mit seiner sehenswerten Wasserburg, die 1263 zum ersten Mal urkundlich erwähnt wurde. Die umfassend renovierte Burg dient heute als Restaurant und Heimatmuseum. Ferner ist in der Burg das Standesamt der Verbandsgemeinde Bitburger Land untergebracht. Danach erreicht die Route die durch ihre Bierbrauerei bekannte Stadt Bitburg. Neben der Brauerei biete die Stadt weiter Sehenswürdigkeiten wie das Kulturhaus Beda und das Kreismuseum Bitburg-Prüm. Die restlich Strecke verläuft jetzt im Nimstal auf der Bahntrasse der ehemaligen Nims-Sauertalbahn. Der nächst sehenswerte Ort ist Wolsfeld mit seinem im Wesentlichen ungestört erhaltener Ortskern an dem Rechteck aus Hubertus- und Holsthumer Straße, mit der bis ins 12. Jahrhundert zurückreichenden Kirche, der bis ins 17. Jahrhundert zurückreichenden sogenannten Burg und den bis ins 18. Jahrhundert zurückreichenden Bauernhäusern. Danach ist Niederweis mit seinem Barocken Landschloss von kulturellem Interesse. Das 1693–1755 erbaute Schloss gelangte 2005 in Privatbesitz und wurde fachgerecht in seinen ursprünglichen Zustand versetzt. In den Nebengebäuden ist heute ein Restaurant und ein Café untergebracht. Sonntags, und sonst für Gruppen mit Voranmeldung, ist eine Besichtigung möglich.
Daneben ist die katholische Pfarrkirche Sankt Evangelist, mit romanischem Turm aus dem 13. Jahrhundert, neobarock ausgestattetem Langhaus und einer Orgel des Würzburger Orgelbauers Balthasar Schlimbach aus der Mitte des 19. Jahrhunderts sehenswert. Vor Irrer ist ein Abstecher an die Irreller Wasserfälle möglich. Von dort gelangen man auf den „Erlebnispfad Wasser und Natur“, der als Rundkurs durch den deutsch-luxemburgischen Naturpark und wieder zurück nach Irrel führt. Die Ortschaft Irrel bietet an Sehenswerten die mittelalterlichen Pfarrkirche mit spätgotischer Chorturm von 1510, das Westwallmuseum auf dem Katzenkopf sowie Eisenbahnviadukt bei der Irreler Mühle. Entlang des Radweges zwischen Bitburg und dem Sauertal befinden sich acht imposante Objekte aus roten Sandsteinblöcken. Geschaffen wurden sie von Künstlern aus Deutschland, Belgien, Polen, China und Japan. Zu jedem Objekt wird eine Geschichte auf der zugehörigen Infotafel erzählt.

### Sehenswürdigkeiten
- Prümer Kalkmulde
- Schönecken: Naturschutzgebiet Schönecker Schweiz, Burgruine Schönecken
- Rittersdorf: Wasserburg
- Bitburg: Brauerei, Innenstadt, Kulturhaus Beda, Kreismuseum Bitburg-Prüm
- Wolsfeld: Ortskern mit Kirche, alten Bauernhäusern und der sogenannten Burg
- Niederweis: Barockes Landschloss, Katholische Pfarrkirche Sankt Evangelist
- Irrel: Mittelalterliche Pfarrkirche mit spätgotischem Chorturm von 1510, Wasserfälle der Prüm zwischen Irrel und Prümzurlay, Ferschweiler-Plateau mit der Teufelsschlucht, Westwallmuseum, Eisenbahnviadukt bei der Irreler Mühle, alter jüdischer Friedhof in der Talstraße